# Eclytus
Eclytus  (лат. , от др.-греч. ἔκλῠτος «подвижный, лёгкий») — род наездников из семейства Ichneumonidae (подсемейство Tryphoninae). Описано 22 вида.

## Распространение
Распространены в Голарктике.

## Описание
Наездники мелкие или средних размеров. Длина тела 3—10 мм. Тело стройное. Для самок характерен обильный светлый рисунок на голове и груди, самцы более тёмные. Окраска в целом очень варьирует.

## Экология
Личинки — паразиты пилильщиков семейств Argidae и Tenthredinidae.

## Список видов
В состав рода входят:
- Eclytus abdominalis Kasparyan, 1977
- Eclytus cephalotes Kasparyan, 1977
- Eclytus clementinus Kasparyan, 1977
- Eclytus coccineus Kasparyan, 1977
- Eclytus difficilis Kasparyan, 1977
- Eclytus egregius Kasparyan, 1977
- Eclytus exornatus (Gravenhorst, 1829)
- Eclytus fabaceus Kasparyan, 1977
- Eclytus gelidus Kasparyan, 1977
- Eclytus gorodkovi Kasparyan, 1977
- Eclytus haemorrhoicus Kasparyan, 1977
- Eclytus haustoriatus Kasparyan, 1977
- Eclytus hirudineus Kasparyan, 1977
- Eclytus multicolor Kriechbaumer, 1896
- Eclytus ochraceus Kasparyan, 1977
- Eclytus ornatus Holmgren, 1855
- Eclytus petiolovo Kasparyan, 1977
- Eclytus rubridorsum Kasparyan, 1977
- Eclytus similis Kasparyan, 1977
- Eclytus solitarius Kasparyan, 1977
- Eclytus turbinatus Kasparyan, 1977